# Cyrtosia canariensis
Cyrtosia canariensis är en tvåvingeart som beskrevs av Engel 1933. Cyrtosia canariensis ingår i släktet Cyrtosia och familjen svävflugor.
Artens utbredningsområde är Kanarieöarna. Inga underarter finns listade i Catalogue of Life.